# وين بولوك
وين بولوك (بالإنجليزية: Wynn Bullock)‏ هو مصور أمريكي، ولد في 18 أبريل 1902 في شيكاغو في الولايات المتحدة، وتوفي في 16 نوفمبر 1975 في مونتيري في الولايات المتحدة.

## وصلات خارجية
- الموقع الرسمي
- وين بولوك على موقع الموسوعة البريطانية (الإنجليزية)